# Raid sur l'aérodrome de Sidi Haneish
Guerre du Désert de la Seconde Guerre mondiale
Batailles
Guerre du Désert
- Invasion de l'Égypte
- Compass (Fort Capuzzo
- Nibeiwa
- Sidi Barrani
- Bardia
- Tobrouk (1941)
- Mechili
- Beda Fomm)
- Koufra
- Siège de Giarabub
- Sonnenblume
- El Agheila (1941)
- Siège de Tobrouk (Raid sur Bardia
- Raid Twin Pimples)
- Skorpion
- Brevity
- Battleaxe
- Crusader (Flipper
- Bir el Gubi (novembre 1941)
- Point 175
- Bir el Gubi (décembre 1941))
- Fort Lamy
- Gazala (Bir Hakeim
- Tobrouk (1942))
- Mersa Matruh
- El Alamein (juillet 1942) (Raid sur l'aérodrome de Sidi Haneish)
- Alam el Halfa
- Agreement (Caravan)
- Bertram
- Braganza
- El Alamein (octobre 1942) (Avant-poste Snipe)
- El Agheila (1942)

Débarquement allié en Afrique du Nord
- Blackstone
- Casablanca
- Reservist
- Terminal
- Port Lyautey
- Brushwood

Campagne de Tunisie
- Course pour Tunis
- Ligne Mareth
- Sidi Bouzid
- Kasserine
- Sejnane
- Ochsenkopf
- Capri
- Ksar Ghilane
- Pugilist
- El Guettar
- Wadi Akarit
- Longstop Hill
- Hill 609
- Vulcan
- Flax
- Retribution
- Strike

Le raid sur l'aérodrome de Sidi Haneish est une opération militaire menée dans la nuit du 26 au 27 juillet 1942.

## Historique
Une unité du Special Air Service composés de Britanniques et de Français des FFL, commandée par le major David Stirling attaqua un aérodrome tenu par les Allemands en Égypte pendant la guerre du Désert lors de la Seconde Guerre mondiale.
 
37 avions de la Luftwaffe utilisés pour transporter des fournitures aux forces de l'Axe furent détruits ou endommagés par des tirs de mitrailleuses et d'explosifs. Les unités de première ligne des forces de l'Axe furent détournées pour renforcer les garnisons à l'arrière vulnérables aux attaques. 
C’est lors du retour de ce raid que fut tué le Français André Zirnheld, officier parachutiste des FFL auteur de « la prière du para ».